# Bamba Fall
Bamba Fall (nacido el 27 de mayo de 1986 en Saint Louis (Senegal), es un jugador de baloncesto profesional senegalés que juega en la posición de pívot en el Albacete Basket de la LEB Plata. 

## Carrera deportiva
Bamba Fall se inició en el baloncesto a la edad de 15 años y en 2004-2005 se enroló en la Oak Hill Academy, un instituto de Virginia (USA). Tras finalizar su ciclo escolar, Fall completó cuatro cursos en la SMU Mustangs de la NCAA (2005 a 2009) y, tras figurar en el Hapoel Galil Elyon y en el Hapoel Lev Hasharon israelíes (2009-2010), regresó de nuevo a Estados Unidos para jugar en los Maine Red Claws, equipo de la G-League afiliado a los Boston Celtics (2010-2011).
En 2011, Fall arrancó su carrera deportiva en Europa al firmar por el BC Kalev/Cramo Tallin, donde permaneció tres años y fue campeón de la liga estonia tres veces consecutivas (2011-2014). En 2014-2015 recaló en el VEF Riga, club con el que disputó la Eurocup y ganó el título letón. En 2015-2016 se desempeñó en el Sigal Prishtina (Kosovo) y más tarde en el Azad University Tehran iraní (2016-2017).
En 2017 llega a Estonia para jugar en las filas del TLÜ Kalev de Tallin donde militó durante dos temporadas (2017-2019). En su primera campaña en el conjunto de la capital estonia, la 2017-2018, el pívot promedió 12,4 puntos (con un 63,6% de acierto en tiros de campo), 8,8 rebotes y 2 tapones en el campeonato estonio y 14 puntos (y un 65,6% de acierto), 8,5 rebotes y 1,4 tapones en la Liga Báltica. En la temporada 2018-2019 el senegalés promedió 11,3 puntos (y un 60,5% de acierto), 6,7 rebotes y 1,7 tapones en la liga estonia.
En agosto de 2019, el pívot senegalés firma con el HLA Alicante para disputar la Liga LEB Oro en la temporada 2019-20. El senegalés promedió 14 puntos con un 60’7% de acierto en el tiro y un 73’5% en tiros libres. Además, acompañó sus estadísticas con 8’6 rebotes, 2’3 tapones y 3,9 faltas recibidas por encuentro. Fall alcanzó una valoración media de 20’5, una cifra que le hizo ser el mejor jugador de la liga durante las 24 jornadas que se disputaron antes del confinamiento.
El 31 de julio de 2020, se hace oficial su fichaje por Covirán Granada de la LEB Oro.
El 7 de julio de 2021, firma por Palencia Baloncesto de la LEB Oro.
El 13 de agosto de 2022, firma por el Club Melilla Baloncesto de la Liga LEB Oro, para disputar la temporada 2022-23.
El 23 de agosto de 2023, firma por el Albacete Basket de la LEB Plata.